# Быть человеком (телесериал, США)
«Быть человеком» (англ. Being Human) — американский ремейк 2011 года одноимённого британского сериала, созданного каналом BBC. Сериал выходит в эфир на канале Space в Канаде и канале Syfy в США.
Сериал является жанровым ассорти из мистики и детектива.

## Сюжет
История о трёх существах, которых мы, люди, привыкли воспринимать с опаской. Однако троица: вампир, оборотень и привидение, — проживающая в одном доме, всеми силами стремится выйти за границы тех образов, которыми их «наградили» люди.
Вампир старается отказаться от «живой» крови, оборотень с ужасом и волнением ожидает наступления полнолуния, привидение — милая и непосредственная особа, старающаяся помогать своим друзьям и соседям. Помимо бесконечного сокрытия собственной противоестественности, друзья решают самые что ни на есть земные задачи. Они ведут расследования. Разрешение детективных загадок позволяет приятелям сглаживать сложности двойной жизни.

## В ролях

### Главные герои
- Эйдан Уайт (Сэм Уитвер) — 261-летний вампир, обращённый Бишопом во время Войны за Независимость США. Работает медбратом в городской больнице Бостона.
- Салли Малик (Миган Рат) — призрак, умершая в доме Джоша и Эйдана и теперь живущая там. Она была помолвлена с домовладельцем Дэни, который сдаёт квартиру Эйдану и Джошу.
- Джошуа «Джош» Левисон (Сэм Хантингтон) — оборотень, работающий санитаром в той же больнице, что и Эйдан.
- Джеймс Бишоп (Марк Пеллегрино) — 580-летний вампир, превратившийся в XVIII веке Эйдана в вампира во времена Войны за независимость.
- Нора Сёрджент (Кристен Хагер) — доктор в больнице, где работают Эйдан и Джош, девушка и впоследствии жена Джоша.
- Сюрен (Дичен Лакмэн) — 700-летняя вампирша, дочь могущественной древней вампирши, известной как Мать. Была заточена Матерью в могилу на 80 лет за провинность, а впоследствии убита ею же.

### Второстепенные персонажи
- Ребекка Флинт (Сара Аллен) — бывшая девушка Эйдана, чью кровь он выпил в момент слабости. Позже Бишоп превратил девушку в вампира. С тех пор Ребекка ненавидит Эйдана за то, что тот бросил её умирать, пытаясь, между тем, бороться со своей новой тёмной стороной.
- Эмили Левисон (Элисон Лаудер) — сестра Джоша. Призналась в том, что лесбиянка незадолго до того, как Джош стал оборотнем и вынужден был исчезнуть. Она случайно встретила Джоша в больнице, где лечилась её девушка.
- Дэни Бёрг (Джанпаоло Венута) — жених Салли, который съехал после её смерти на старую квартиру и стал сдавать дом Эйдану и Джошу.
- Хеггеманн (Терри Кинни) — 1100-летний вампир, могущественный старейшина клана Голландцев.
- Генри Дюрэм (Кайл Шмид) — 120-летний вампир, созданный Эйданом. Скрывался 80 лет после того, как изменил Сюрен, но затем возвратился.
- Зои Гонзалес (Сюзанна Форнир) — медсестра в больнице, которая может видеть призраков.
- Джулия (Натали Браун) — бывшая невеста Джоша и бывшая девушка Эйдана. Снова начинает встречаться с Джошем, но до сих пор не знает, что он оборотень.
- Жнец / Скотт (Душан Дукич) — существо, охотящееся за Салли.

## Список серий
| Сезон | Сезон | Эпизоды | Оригинальная дата показа | Оригинальная дата показа |
| Сезон | Сезон | Эпизоды | Премьера сезона          | Финал сезона             |
| ----- | ----- | ------- | ------------------------ | ------------------------ |
|       | 1     | 13      | 17 января 2011           | 11 апреля 2011           |
|       | 2     | 13      | 16 января 2012           | 9 апреля 2012            |
|       | 3     | 13      | 14 января 2013           | 8 апреля 2013            |
|       | 4     | 13      | 13 января 2014           | 7 апреля 2014            |

## Съёмки
28 июня Entertainment Weekly сообщили, что Сэм Уитвер исполнит роль Эйдана, а Миган Рат — роль Салли в ремейке, в то время, как переговоры с Сэмом Хантигтоном только начались. 7 июля стало известно, что звезда сериалов Остаться в живых и Сверхъестественное, Марк Пеллегрино, исполнит роль создателя Эйдана и его бывшего наставника, вампира Бишопа. Премьера второго сезона состоялась в 16 января 2012 года. Кабельный канал Syfy уже подтвердил, что сериал продлён на третий сезон, который будет состоять из 13 эпизодов. Четвёртый сезон, вышедший в 2014 году, стал последним.